# Unité urbaine de Bouloc
L'unité urbaine de Bouloc est une ancienne unité urbaine française centrée sur la ville de Bouloc, département de la Haute-Garonne. En 2020 elle intègre l'unité urbaine de Toulouse.
En 2020, l'Insee définit une nouveau zonage des unités urbaines. La nouvelle unité urbaine de Toulouse a englobé les unités urbaines de Castelnau-d'Estrétefonds de Fonsorbes et Bouloc, ainsi que les communes de Saubens de Vacquiers et de Mondouzil.

## Données globales
En 2010, selon l'Insee, l'unité urbaine de Bouloc est composée de deux communes, toutes situées dans l'arrondissement de Toulouse, subdivision administrative du département de la Haute-Garonne.
L'unité urbaine de Bouloc appartient à l'aire urbaine de Toulouse.

## Délimitation de l'unité urbaine de 2010
En 2010, l'Insee a procédé à une révision des délimitations des unités urbaines  de la France; celle de Bouloc est composée de deux communes.

### Communes
Liste des communes appartenant à l'unité urbaine de Bouloc selon la nouvelle délimitation de 2010 et sa population municipale en 2010 (liste établie par ordre alphabétique) :
| Nom                   | Code Insee | Statut | Superficie (km2) | Population (dernière pop. légale) | Densité (hab./km2) |
| --------------------- | ---------- | ------ | ---------------- | --------------------------------- | ------------------ |
| Bouloc                | 31079      |        | 18,55            | 4 655 (2022)                      | 251                |
| Villeneuve-lès-Bouloc | 31587      |        | 12,66            | 1 687 (2022)                      | 133                |

## Évolution démographique
L'évolution démographique ci-dessous concerne l'unité urbaine selon le périmètre défini en 2010.
| 1968  | 1975  | 1982  | 1990  | 1999  | 2007  | 2012  | 2013  | 2014  |
| ----- | ----- | ----- | ----- | ----- | ----- | ----- | ----- | ----- |
| 1 199 | 1 667 | 2 624 | 3 139 | 3 875 | 4 870 | 5 290 | 5 587 | 5 800 |

| 2015  | 2016  | 2017  | - | - | - | - | - | - |
| ----- | ----- | ----- | - | - | - | - | - | - |
| 6 016 | 6 126 | 6 281 | - | - | - | - | - | - |